# 인하 바바코바
인하 알비도시프나 바바코바(우크라이나어: І́нга Альвідо́сівна Бабако́ва, 1967년 6월 26일 ~ )는 우크라이나의 전직 육상 선수이다.
그녀는 투르크멘 소비에트 사회주의 공화국 아시가바트에서 태어났다. 그녀의 개인 최고 기록은 2.05m이다.
바바코바는 1996년 애틀랜타 올림픽에서 동메달을 획득하고, 1999년 세계 육상 선수권 대회에서 우승을 거두었다. 그녀는 또한 4개의 다른 세계 선수권 메달을 획득하였는 데 2개의 동메달(1991, 1995)과 2개의 은메달(1997, 2001)이다.
트랙 앤드 필드 뉴스 잡지는 14개의 시즌(1991~2004) 중 13개를 위하여 자신들의 해마다 공적에서 그녀를 톱 10에 놓았다. 그녀는 10번이나 톱 5에 놓였다. 스테프카 코스타디노바 만이 더 많은 톱 10 랭킹을 가졌다.
2003년 자신의 36세 생일에 오슬로에서 그녀의 2.01m 제거는 여성 W35 세계 기록이다.

## 같이 보기
- 높이뛰기